# Andrij Sjtoharenko
Andrij Sjtoharenko (ukrainsk: Андрій Якович Штогаренко tr. Andrij Jakovytj Sjtoharenko født 15. oktober 1902 i Novi Kajdaky, død 15. november 1992 i Kyiv, Ukraine) var en ukrainsk komponist, rektor og lærer.
Sjtoharenko studerede komposition på Kharkiv Musikkonservatorium. Han var lærer i komposition og leder af komponistafdelingen på Kijev musikkonservatorium, og senere blev han rektor for stedet. Sjtoharenko har skrevet 6 symfonier, orkesterværker, kammermusik, korværker, sange, instrumentalværker for mange instrumenter etc.

## Udvalgte værker
- Symfoni nr. 1 "Mit Ukraine" (Symfoni kantate) (1942-1943) - for solister, kor og orkester
- Symfoni nr. 2 "Fortællinger" (1947-1948) - for orkester
- Symfoni nr. 3 "Til minde om en ven" (1966) - for strygeorkester
- Symfoni nr. 4 "Kiev" (1972) - for orkester
- Symfoni nr. 5 "Dedikeret til Komsomolen" (1976) - for orkester
- Symfoni nr. 6 "Biografisk" (1979) - for orkester